# Marek Stefański
Marek Stefański (* 1969 in Rzeszów, Polen) ist ein polnischer Organist.
Er studierte von 1989 bis 1994 an der Musikakademie Krakau, Orgel bei Joachim Grubich (mit Auszeichnung). Von 1996 bis 2007 war er als Organist an der Marienkirche in Krakau tätig, ab 1999 Hochschullehrer der Orgelabteilung in der Musikakademie Krakau.
Preisträger der Orgelwettbewerbe im Rahmen des Festivals d'Orgue Forum Européen d'Art Sacre 1993 (1. Preis). Stefański gibt Konzerte in verschiedenen Ländern Europas, Asien, Süd- und Nordamerikas; Radio-, TV- und Schallplattenaufnahmen in Polen, Russland, Belgien und Deutschland.

## Diskografie
- Barockmusik für Trompete und Orgel (Leżajsk/Polen), 1994
- Die Orgel in Marienkirche zu Krakau, 1996
- Orgel und Trompete in der Marienkirche in Krakau, 1996
- Orgelmusik der Romantik, 1999
- Johann Sebastian Bach - Werke für Orgel (Die Orgel der Basilika in Leżajsk/Polen), 1999
- Die Orgel in der Hl. Florian Basilika in Krakau, 2000
- Ave Maria in der Marienkirche in Krakau, 2000
- Orgelwerke - Bach, Buxtehude, Krebs, 2004
- The Music of The World's Cathedrals - Moscow, 2005